# Heterorhabdus quadrilobus
Heterorhabdus quadrilobus är en kräftdjursart som beskrevs av Mungo Park 2000. Heterorhabdus quadrilobus ingår i släktet Heterorhabdus och familjen Heterorhabdidae. Inga underarter finns listade i Catalogue of Life.